# Melampodium perfoliatum

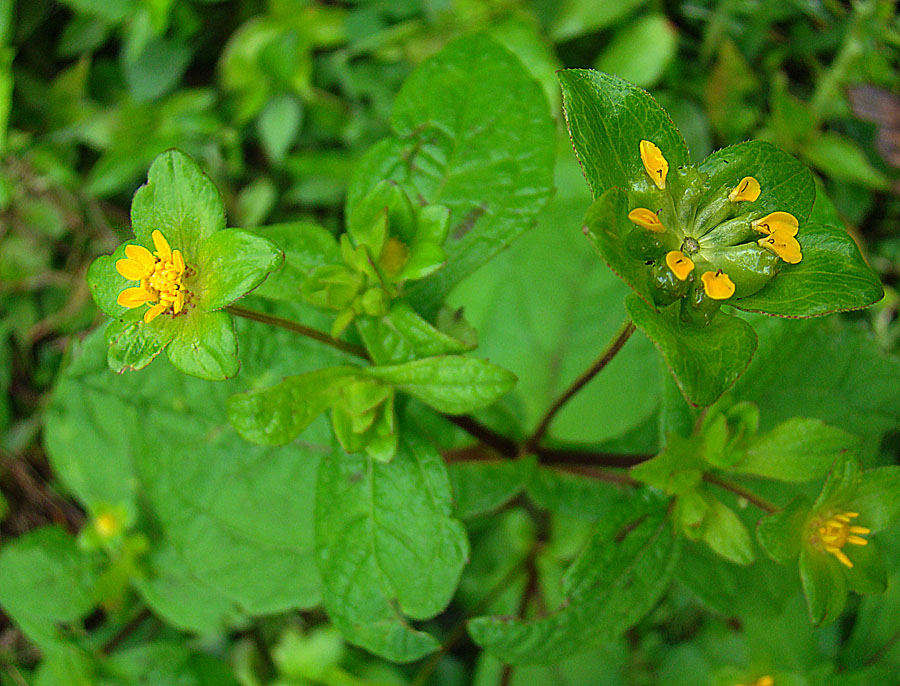
Vista de la planta

Melampodium perfoliatum, comúnmente llamada ojo de perico, es una planta de la familia de las asteráceas, nativa de América.

## Descripción
Es una hierba anual erecta, de hasta 1,5 m de alto, aunque por lo general más baja. El tallo es cuadrangular o surcado, glabro y a veces con líneas pubérulas en la parte superior. Las hojas son simples, opuestas, rómbico-deltoides. Tienen pelos híspido-estrigosos, sobre todo en el envés, y son sésiles o con peciolos alados, y frecuentemente connadas. La inflorescencia es una agrupación de cabezuelas en los extremos de las ramas, cada una sobre un pedúnculo de hasta 12 cm de largo. Involucro anchamente campanulado, con cinco brácteas exteriores. Flores liguladas de ocho a trece, del disco de treinta a cincuenta, todas amarillas a ligeramente anaranjadas. Las brácteas endurecidas forman pseudofrutos, verdes y después marrones al secarse, dispuestos radialmente en el receptáculo plano, cada uno conteniendo una cipsela.

## Distribución y hábitat
Melampodium perfoliatum es una planta que se beneficia de la perturbación ecológica, de modo que se encuentra frecuentemente como ruderal o arvense en zonas de clima templado con precipitación estacional alta. En vida silvestre, se encuentra en claros de bosque u orillas de cuerpos de agua. De forma nativa, se distribuye por gran parte de México hasta Centroamérica. También se ha registrado con una distribución secundaria lejos de su zona de distribución nominal, como en Bélgica, Brasil y Cuba.

## Taxonomía
Melampodium perfoliatum fue descrita en 1818 por Carl Sigismund Kunth, sobre un basónimo de Antonio José de Cavanilles, en Nova Genera et Species Plantarum, ed. fol., 4: 215.

### Etimología
Melampodium: nombre genérico de origen griego que significa "pie negro", dado por Carlos Linneo en honor al adivino Melampo.
perfoliatum: epíteto específico latino que significa "perfoliado", es decir, con las hojas juntas alrededor del tallo.

### Sinónimos
- Alcina perfoliata Cav. [basónimo]
- Camutia perfoliata (Cav.) Bonat. ex Steud.
- Melampodium connatum DC.
- Polymnia perfoliata (Cav.) Poir.
- Polymnia revoluta Steud.
- Wedelia perfoliata (Cav.) Willd.[6]